# Lagoa do Uruaú
Lagoa do Uruaú är en sjö i Brasilien.   Den ligger i delstaten Ceará, i den östra delen av landet, 1 700 km nordost om huvudstaden Brasília. Lagoa do Uruaú ligger 24 meter över havet.
Omgivningarna runt Lagoa do Uruaú är en mosaik av jordbruksmark och naturlig växtlighet. Runt Lagoa do Uruaú är det ganska tätbefolkat, med 54 invånare per kvadratkilometer.